# Aleksandr Mokïn
Aleksandr Valer'yeviç Mokïn (in russo Александр Валерьевич Мокин?, in kazako Александр Мокин?, Aleksandr Mokïn; Şımkent, 19 giugno 1981) è un calciatore kazako, portiere del Tobyl.

## Statistiche

### Cronologia presenze e reti in nazionale
| Cronologia completa delle presenze e delle reti in nazionale ― Kazakistan | Cronologia completa delle presenze e delle reti in nazionale ― Kazakistan | Cronologia completa delle presenze e delle reti in nazionale ― Kazakistan | Cronologia completa delle presenze e delle reti in nazionale ― Kazakistan | Cronologia completa delle presenze e delle reti in nazionale ― Kazakistan | Cronologia completa delle presenze e delle reti in nazionale ― Kazakistan | Cronologia completa delle presenze e delle reti in nazionale ― Kazakistan | Cronologia completa delle presenze e delle reti in nazionale ― Kazakistan |
| Data                                                                      | Città                                                                     | In casa                                                                   | Risultato                                                                 | Ospiti                                                                    | Competizione                                                              | Reti                                                                      | Note                                                                      |
| ------------------------------------------------------------------------- | ------------------------------------------------------------------------- | ------------------------------------------------------------------------- | ------------------------------------------------------------------------- | ------------------------------------------------------------------------- | ------------------------------------------------------------------------- | ------------------------------------------------------------------------- | ------------------------------------------------------------------------- |
| 29-1-2005                                                                 | Yokohama                                                                  | Giappone                                                                  | 4 – 0                                                                     | Kazakistan                                                                | Kirin Cup                                                                 | -4                                                                        |                                                                           |
| 26-12-2006                                                                | Bangkok                                                                   | Vietnam                                                                   | 2 – 1                                                                     | Kazakistan                                                                | Kings Cup 2006                                                            | -2                                                                        |                                                                           |
| 3-2-2008                                                                  | Adalia                                                                    | Azerbaigian                                                               | 0 – 0                                                                     | Kazakistan                                                                | Amichevole                                                                | -                                                                         |                                                                           |
| 6-2-2008                                                                  | Adalia                                                                    | Kazakistan                                                                | 0 – 1                                                                     | Moldavia                                                                  | Amichevole                                                                | -1                                                                        |                                                                           |
| 11-10-2008                                                                | Londra                                                                    | Inghilterra                                                               | 5 – 1                                                                     | Kazakistan                                                                | Qual. Mondiali 2010                                                       | -5                                                                        |                                                                           |
| 11-2-2009                                                                 | Adalia                                                                    | Estonia                                                                   | 0 – 2                                                                     | Kazakistan                                                                | Amichevole                                                                | -                                                                         | 46’                                                                       |
| 6-6-2009                                                                  | Almaty                                                                    | Kazakistan                                                                | 0 – 4                                                                     | Inghilterra                                                               | Qual. Mondiali 2010                                                       | -4                                                                        |                                                                           |
| 10-6-2009                                                                 | Kiev                                                                      | Ucraina                                                                   | 2 – 1                                                                     | Kazakistan                                                                | Qual. Mondiali 2010                                                       | -2                                                                        |                                                                           |
| 9-9-2009                                                                  | Andorra la Vella                                                          | Andorra                                                                   | 1 – 3                                                                     | Kazakistan                                                                | Qual. Mondiali 2010                                                       | -1                                                                        |                                                                           |
| 10-10-2009                                                                | Brėst                                                                     | Bielorussia                                                               | 4 – 0                                                                     | Kazakistan                                                                | Qual. Mondiali 2010                                                       | -4                                                                        |                                                                           |
| 14-10-2009                                                                | Astana                                                                    | Kazakistan                                                                | 1 – 2                                                                     | Croazia                                                                   | Qual. Mondiali 2010                                                       | -2                                                                        |                                                                           |
| 2-9-2011                                                                  | Istanbul                                                                  | Turchia                                                                   | 2 – 1                                                                     | Kazakistan                                                                | Qual. Euro 2012                                                           | -2                                                                        | 91’                                                                       |
| 6-9-2011                                                                  | Baku                                                                      | Azerbaigian                                                               | 3 – 2                                                                     | Kazakistan                                                                | Qual. Euro 2012                                                           | -3                                                                        |                                                                           |
| 6-2-2013                                                                  | Adalia                                                                    | Kazakistan                                                                | 3 – 1                                                                     | Moldavia                                                                  | Amichevole                                                                | -1                                                                        | 46’                                                                       |
| 4-6-2013                                                                  | Almaty                                                                    | Kazakistan                                                                | 1 – 2                                                                     | Bulgaria                                                                  | Amichevole                                                                | -2                                                                        | 46’                                                                       |
| 14-8-2013                                                                 | Astana                                                                    | Kazakistan                                                                | 1 – 0                                                                     | Georgia                                                                   | Amichevole                                                                | -                                                                         | 46’                                                                       |
| 5-3-2014                                                                  | Adalia                                                                    | Kazakistan                                                                | 1 – 1                                                                     | Lituania                                                                  | Amichevole                                                                | -                                                                         | 46’                                                                       |
| 12-8-2014                                                                 | Almaty                                                                    | Kazakistan                                                                | 2 – 1                                                                     | Tagikistan                                                                | Amichevole                                                                | -1                                                                        |                                                                           |
| 5-9-2014                                                                  | Astana                                                                    | Kazakistan                                                                | 7 – 1                                                                     | Kirghizistan                                                              | Amichevole                                                                | -1                                                                        | 46’                                                                       |
| 10-10-2014                                                                | Amsterdam                                                                 | Paesi Bassi                                                               | 3 – 1                                                                     | Kazakistan                                                                | Qual. Euro 2016                                                           | -3                                                                        |                                                                           |
| 16-11-2014                                                                | Istanbul                                                                  | Turchia                                                                   | 3 – 1                                                                     | Kazakistan                                                                | Qual. Euro 2016                                                           | -3                                                                        |                                                                           |
| 28-3-2021                                                                 | Astana                                                                    | Kazakistan                                                                | 0 – 2                                                                     | Francia                                                                   | Qual. Mondiali 2022                                                       | -2                                                                        |                                                                           |
| Totale                                                                    |                                                                           | Presenze                                                                  | 22                                                                        |                                                                           | Reti                                                                      | -43                                                                       |                                                                           |

## Palmarès

### Club
- Campionato kazako: 8

Jeńis: 2006
Shahter Qaraǵandy: 2011, 2012
Astana: 2016, 2017, 2018, 2019
Tobyl: 2021
- Coppa del Kazakistan: 3

Jeńis: 2002, 2005,
Astana: 2016
- Supercoppa del Kazakistan: 4

Astana: 2018, 2019
Tobyl: 2021, 2022

### Individuale
- Miglior portiere della Qazaqstan Prem'er Ligasy: 1

2020